# گرندویو (آریزونا)
گرندویو (به انگلیسی: Grand View) یک منطقهٔ مسکونی در ایالات متحده آمریکا است که در آریزونا واقع شده‌است. گرندویو ۱٬۲۹۱ متر بالاتر از سطح دریا واقع شده‌است.